# Андреа Берніні
Андреа Берніні (італ. Andrea Bernini; нар. 10 червня 1973, Реджелло, Італія) — італійський футболіст та тренер, виступав на позиції півзахисника.

## Життєпис
Футбольну кар'єру розпочав у клубах Серії D. У 24-річному віці дебютував на професіональному рівні, в «Монтеваркі» з Серія C1. У Серії А у футболці «Реджини» виступав протягом двох сезонів, з 1999 по 2001 рік (єдиний клуб, з яким Андреа виступав у вищому дивізіоні), відзначився двома голами в матчі Реджина — Парма 2-0 (на той час ще невідомому Джанлуїджі Буффону в сезоні 2000/01 років).
Потім переїхав до «Сампдорії», де протягом 2 сезонів грав у Серії B, допоміг команді виграти Серію А в сезоні 2002/03 років, але на наступний сезон контракт з Берніні не продовжили. Після цього захищав кольори «Наполі» та «Перуджі».
У 2005 році став єдиним гравцем, який залишився в клубі з Умбрії після банкрутства, а починаючи з сезону 2005/06 років, протягом 3 сезонів, він був капітаном «Перуджі» в Серії С1. У «Перуджі» став кумиром уболівальників, перш за все за те, що став єдиним гравцем у команді після провалу, а згодом за рішучість та бажання, з яким виходив на поле щоразу, коли його ставили під сумнів. 10 грудня 2006 року йому вдалося відзначитися переможним голом у дербі між Перуджею та «Тернаною», завдяки чому став ще більшим улюбленцем перуджійців. Сезон 2007/08 років виявився для капітана дуже складним сезоном: втратив місце в стартовому складі й зіграв лише 11 матчів.
Під час січневого трансферного вікна переходить «Лекко», знову з Серії С1, але в іншій групі, з якою за підсумками сезону вилітає до Серії С2 (але потім повертається до Серії С1) після перемоги в матчі проти Паганезе.
Влітку 2009 року перейшов у «Санджованессе» з другого дивізіону Леги Про.
Після пониження в класі за підсумками сезону 2010/11 років півзахисник покидає «Санджованессе», щоб грати з «Кастельнувезе» з чемпіонату Тоскани, заявляючи, що він не планує завершувати кар'єру. Після двох сезонів у вище вказаному клубі вирішує все ж завершити кар'єру. 5 червня 2013 року став новим головним тренером «Фільїне».
У березні 2016 року разом з Фраскетті (його колишній тренер у «Санджованессе») перейшов у Кунео (як помічний головного тренера), де залишався до кінця чемпіонату.
Влітку 2016 року став тренером «Санджованессе» з Серії D, залишаючись на посаді до 23 лютого 2017 року, після чого його звільнили.
2018 року працював помічником Фабріціо Раванеллі у клубі «Арсенал-Київ».